# Конгаз (Молдова)
 Тази статия е за селото в Южна Бесарабия.  За селото в Северна Добруджа, Румъния вижте Конгаз (окръг Тулча).  
Конгаз (на молдовски: Congaz; на гагаузки: Kongaz) е село в Южна Молдова. Влиза в състава на автономната област Гагаузия.

## География
Смята се за най-голямото и най-гъстонаселеното село в Европа. Този факт е записан в Книгата на Гинес. Територията му се простира на дължина около 8 км.

## Религия
Местните жители са гагаузи. Православни християни.

## Население
Числеността на населението според преброяването от 2004 година е 12 327 души, около 95 % от които са гагаузи.
Етнически състав (2004)
- 11 849 души – гагаузи
- 149 души – молдовани
- 128 души – руснаци
- 91 души – украинци
- 61 души – българи

## Личности
Родени в Конгаз
- Даниил Стадников (1851 – 1927), български просветен деец
- Гаврил Занетов (1863 – 1934), български юрист, историк, публицист, литературен критик, член-кореспондент на БАН
- Михаил Кендигелян, гагаузки политик
- Тодур Занет, гагаузки журналист, публицист, поет